# Лукала
Лукала (Lucala) — річка в Анголі, права притока найбільшої річки Анголи, Кванзи. 
Витік Лукали розташований у провінції Уїже, вона протікає через провінцію Маланже, де утворює водоспади Каландула, і врешті впадає у річку Кванза поблизу Массангано у провінції Північна Кванза, декілька кілометрів нижче по течії від Дондо. 
| Ангола | Це незавершена стаття з географії Анголи. Ви можете допомогти проєкту, виправивши або дописавши її. |